# Montamel
Montamel is een gemeente in het Franse departement Lot (regio Occitanie) en telt 95 inwoners (2009). De plaats maakt deel uit van het arrondissement Gourdon.

## Geografie
De oppervlakte van Montamel bedraagt 9,5 km², de bevolkingsdichtheid is dus 10 inwoners per km².
De onderstaande kaart toont de ligging van Montamel met de belangrijkste infrastructuur en aangrenzende gemeenten.

## Demografie
Onderstaande figuur toont het verloop van het inwonertal (bron: INSEE-tellingen).

1. ↑  Populations de référence 2022.